# Prosto Mixtape 600V
Prosto Mixtape 600V – składanka utworów zmiksowanych przez DJ 600V wydana przez wytwórnię muzyczną Prosto. W nagraniach brało udział ponad 70 raperów. Prowadzącymi byli Sokół i VNM.
W ramach promocji zostały zrealizowane teledyski do utworów „I żeby było normalnie”, „Kto wrócił na osiedle” oraz „Do fury”.
Płyta uzyskała status złotej. Nagrania dotarły do 5. miejsca listy OLiS.

## Lista utworów
Opracowano na podstawie źródła.
| CD 1 | CD 1                                    | CD 1                                                                                             | CD 1               | CD 1 |
| #    | Tytuł                                   | Wykonawcy                                                                                        | Producent          | Czas |
| ---- | --------------------------------------- | ------------------------------------------------------------------------------------------------ | ------------------ | ---- |
| 1    | „Intro”                                 | DJ 600V                                                                                          | DJ 600V            | 1:20 |
| 2    | „Łap oddech (Prosto Remix)”             | Fu, Pono                                                                                         | Juniorbwoy         | 3:13 |
| 3    | „Bogini dźwięku”                        | Zarys Zdarzeń, Palacio                                                                           | DJ 600V            | 3:21 |
| 4    | „Jestem swój”                           | Sokół, VNM                                                                                       | Czarny             | 4:27 |
| 5    | „Kto wrócił na osiedle”                 | Małolat                                                                                          | Czarny             | 3:18 |
| 6    | „I am H.O.T.B.O.Y.”                     | DJ 600V & Ron G                                                                                  | DJ 600V            | 3:03 |
| 7    | „Steady frontin”                        | Lil Dap                                                                                          | Zoober Slimm       | 3:44 |
| 8    | „Nieład moralny”                        | Toony, Migo, Fu                                                                                  | Migo               | 4:28 |
| 9    | „Jednorazowo (Prosto Remix)”            | VNM, Marysia Starosta                                                                            | Ph7                | 2:00 |
| 10   | „Mógłbym Ci opowiedzieć (Prosto Remix)” | Bezimienni, Sokół, VNM                                                                           | Jotwu              | 5:20 |
| 11   | „Noc nie daje snu”                      | HiFi Banda                                                                                       | Czarny, M. Tkaczyk | 3:17 |
| 12   | „Ochota nie przemija”                   | Kazan, Łysol, Pękacz, Małach                                                                     | Małach             | 3:21 |
| 13   | „Takes Time”                            | Hijack Hood, Popek, Godz-Illa                                                                    | Godz-Illa          | 3:58 |
| 14   | „Zrób to”                               | VNM, Rastamaniek                                                                                 | Kazushi            | 3:31 |
| 15   | „Nieśmiertelna nawijka (Prosto Remix)”  | Fundacja nr 1                                                                                    | Waco               | 3:16 |
| 16   | „Wolność”                               | Endefis                                                                                          | Ariel              | 4:02 |
| 17   | „Nie musisz być bogaty (Prosto Remix)”  | KaeN, Juras, ks. Rafał Praski                                                                    | L.A.               | 2:44 |
| 18   | „Mój blok (Prosto Remix)”               | Ill G, Sokół                                                                                     | J Cook             | 3:58 |
| 19   | „Jaki fach taki fant”                   | PMM                                                                                              | S.Z.W.             | 3:34 |
| 20   | „U nas na śródmieściu”                  | Elfue, KaeN, Doz, Koras, Sid, Młody Biały, Zdycha, Karlos, Sokół, Elvis, Jacol, Fu, Juras, Kowal | Ph7                | 8:00 |
| 21   | „Strach czy respekt”                    | Hades                                                                                            | Bodziers           | 3:39 |
| 22   | „Bolji svet (Big Boss Remix)”           | Komplex, WWO, Remi                                                                               | Big Boss           | 3:43 |
| CD 2 |                                         |                                                                                                  |                    |      |
| #    | Tytuł                                   | Wykonawcy                                                                                        | Producent          | Czas |
| 1    | „Mentalne blizny”                       | Hades, Ostry, VNM, Małolat, Sokół                                                                | Magiera            | 4:53 |
| 2    | „Do fury”                               | Zarys Zdzarzeń, Sokół, Jarru, Cukraz                                                             | Liso               | 4:16 |
| 3    | „Licz sos”                              | Diox                                                                                             | Młody GRO          | 2:27 |
| 4    | „Duch ulicy”                            | Junior Stress                                                                                    | DNA                | 2:43 |
| 5    | „Uciec”                                 | Marysia Starosta, Sokół, VNM                                                                     | HustleHeart        | 4:22 |
| 6    | „Bez Ciśnień (Prosto Remix)”            | EastWest Rockers, Soundkail                                                                      | Waco               | 3:18 |
| 7    | „WWA”                                   | Łysol, Hudy HZD, Kosi                                                                            | Czarny             | 3:12 |
| 8    | „Play my cards”                         | A-Thug, Antoinette Sobers                                                                        | DJ 600V            | 4:02 |
| 9    | „C.O.Ś.”                                | Młody Łyskacz, Daddio, Łyskacz                                                                   | Max Chorny         | 4:20 |
| 10   | „Dzień jak co dzień”                    | Jędker, Diox, MadMajk                                                                            | Fate               | 3:55 |
| 11   | „Pieniądze nie śmierdzą”                | Sokół, Siwers, Ero                                                                               | Szczur             | 5:53 |
| 12   | „Prosto stąd”                           | Wężu, Brahu, Głowa, Romeo, Popek, Młody Biały, VNM, Sokół                                        | S.Z.W.             | 6:40 |
| 13   | „Więzi muzyki (Prosto Remix)”           | VNM, Jarru, Ill G, Diox                                                                          | Czarny             | 4:41 |
| 14   | „Mój głos (Mothaship Remix)”            | EastWest Rockers, Sokół, Marika                                                                  | Juniorbwoy         | 4:57 |
| 15   | „Przyznam”                              | Pokój z Widokiem na Wojnę                                                                        | JB                 | 2:23 |
| 16   | „Ty to jesteś...”                       | Pezet, Pono                                                                                      | DJ Wich            | 2:52 |
| 17   | „To nie gra, to życie”                  | Spens, Sokół, Smoky Mo                                                                           | J Cook             | 5:07 |
| 18   | „Chihuahua”                             | Dziun                                                                                            | Rafał Malicki      | 3:08 |
| 19   | „Regeneracja”                           | Palacio, Wigor, Fu, Felipe, Reggaenerator                                                        | DJ 600V            | 4:28 |
| 20   | „I żeby było normalnie”                 | Felipe, VNM, Jędker, Pezet, Sokół, Brahu, Numer Raz, Eldo                                        | R.J. Majewski      | 5:20 |
| 21   | „One slavic Nation”                     | Toony, Komplex, Igor                                                                             | Boese Beats        | 4:53 |